# Paracis serrata
Paracis serrata is een zachte koraalsoort uit de familie Plexauridae. De koraalsoort komt uit het geslacht Paracis. Paracis serrata werd in 1910 voor het eerst wetenschappelijk beschreven door Nutting. 